# Piękna Ameryka

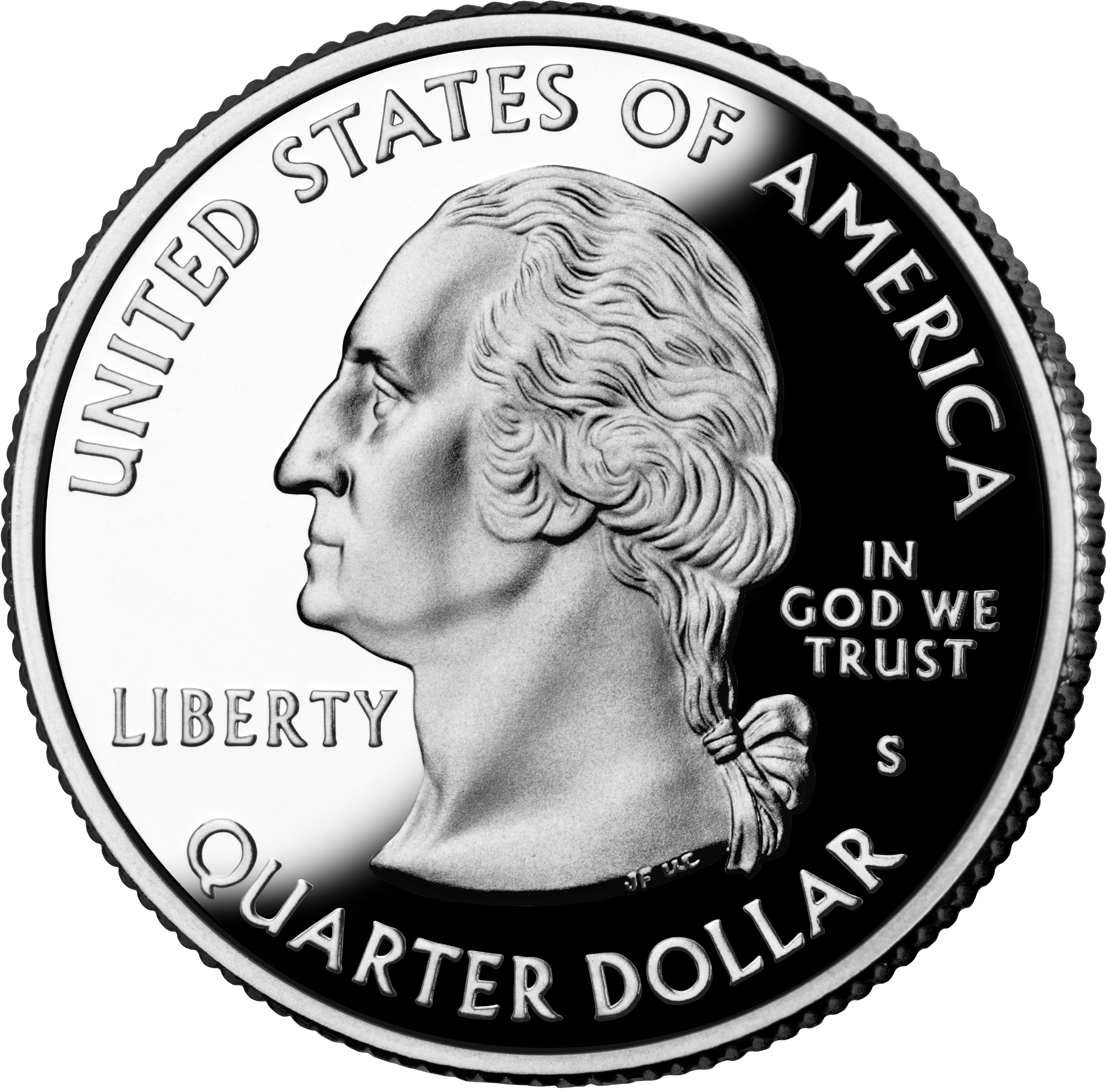
Awers dwudziestopięciocentówek z serii Piękna Ameryka

Piękna Ameryka − seria monet dwudziestopięciocentowych, których emisja przez Mennicę Stanów Zjednoczonych zaplanowana została na lata 2010-21.
Seria może zostać opcjonalnie poszerzona decyzją Sekretarza Skarbu Stanów Zjednoczonych; w ten sposób ustawodawca dopuszcza bicie monet serii aż do roku 2033. Zasady emisji reguluje America’s Beautiful National Parks Quarter Dollar Coin Act z 2008.
Na awersie monet znajduje się podobizna Jerzego Waszyngtona, będąca wersją oryginalnego portretu użytego do projektu dwudziestopięciocentówki z 1932 (ang. Washington Quarter). Na rewersie w każdym roku edycyjnym znajdzie się pięć kolejnych obrazów prezentujących amerykańskie parki narodowe i miejsca związane z historią i dziedzictwem narodu. Każda z monet przedstawiać będzie po jednym parku lub miejscu z każdego stanu, dystryktu lub terytorium zależnego.
Sekwencja pojawiania się parków i miejsc na monetach serii została uzależniona od kolejności uznawania obiektów za oficjalnie objęte ochroną przez władze. Na czterech monetach znalazły się miejsca upamiętnione już wcześniej na ćwierćdolarówkach z 50 amerykańskimi stanami: Park Narodowy Wielkiego Kanionu w Arizonie, Park Narodowy Yosemite w Kalifornii, Góry Białe w White Mountain National Forest w stanie New Hampshire, Mount Rushmore w Dakocie Południowej. Każde z tych miejsc zostało jednak przedstawione w inny sposób, niż to miało miejsce na poprzedniej emitowanej w Stanach Zjednoczonych serii.

## Emisja w latach 2010-2021
| Nr | Jurysdykcja         | Park lub miejsce                                                | Emisja            | Ilość       | Symbol                                     |
| -- | ------------------- | --------------------------------------------------------------- | ----------------- | ----------- | ------------------------------------------ |
| 1  | Arkansas            | Park Narodowy Hot Springs                                       | 19 kwietnia 2010  | 59 600 000* | dwudziestopięciocentówka Hot Springs       |
| 2  | Wyoming             | Park Narodowy Yellowstone                                       | 1 czerwca 2010    | 68 400 000* | dwudziestopięciocentówka Yellowstone       |
| 3  | Kalifornia          | Park Narodowy Yosemite                                          | 26 lipca 2010     | 70 000 000* | dwudziestopięciocentówka Yosemite          |
| 4  | Arizona             | Park Narodowy Wielkiego Kanionu                                 | 20 września 2010  | 69 400 000* | dwudziestopięciocentówka Wielkiego Kanionu |
| 5  | Oregon              | Mt. Hood National Forest                                        | 15 listopada 2010 | 68 800 000* | dwudziestopięciocentówka Mt. Hood          |
| 6  | Pensylwania         | Gettysburg Battlefield                                          | 21 stycznia 2011  | 61 200 000  |                                            |
| 7  | Montana             | Park Narodowy Glacier                                           | 4 kwietnia 2011   | 61 600 000  |                                            |
| 8  | Waszyngton          | Park Narodowy Olympic                                           | 13 czerwca 2011   | 61 000 000  |                                            |
| 9  | Missisipi           | Vicksburg National Military Park                                | 29 sierpnia 2011  | 64 200 000  |                                            |
| 10 | Oklahoma            | Chickasaw National Recreation Area                              | 14 listopada 2011 | 143 200 000 |                                            |
| 11 | Portoryko           | Park Narodowy El Yunque                                         | 23 stycznia 2012  | 50 800 000  |                                            |
| 12 | Nowy Meksyk         | Historyczny Park Narodowy Kultury Chaco                         | 2 kwietnia 2012   | 44 000 000  |                                            |
| 13 | Maine               | Park Narodowy Acadia                                            | 11 czerwca 2012   | 46 406 000  |                                            |
| 14 | Hawaje              | Park Narodowy Wulkany Hawaiʻi                                   | 27 sierpnia 2012  | 124 800 000 | dwudziestopięciocentówka Hawajów           |
| 15 | Alaska              | Park Narodowy Denali                                            | 5 listopada 2012  | 302 000 000 |                                            |
| 16 | New Hampshire       | White Mountain National Forest                                  | 28 stycznia 2013  | 176 400 000 |                                            |
| 17 | Ohio                | Perry's Victory and International Peace Memorial                | 1 kwietnia 2013   | 239 400 000 |                                            |
| 18 | Nevada              | Park Narodowy Wielkiej Kotliny                                  | 10 czerwca 2013   | 263 800 000 |                                            |
| 19 | Maryland            | Fort McHenry                                                    | 26 sierpnia 2013  | 271 400 000 |                                            |
| 20 | Dakota Południowa   | Mount Rushmore                                                  | 4 listopada 2013  | 504 200 000 |                                            |
| 21 | Tennessee           | Park Narodowy Great Smoky Mountains                             | 27 stycznia 2014  | 172 600 000 |                                            |
| 22 | Wirginia            | Park Narodowy Shenandoah                                        | 7 kwietnia 2014   | 310 600 000 |                                            |
| 23 | Utah                | Park Narodowy Arches                                            | 9 czerwca 2014    | 465 600 000 |                                            |
| 24 | Kolorado            | Park Narodowy Great Sand Dunes                                  | 25 sierpnia 2014  | 331 400 000 |                                            |
| 25 | Floryda             | Park Narodowy Everglades                                        | 3 listopada 2014  | 300 001 200 |                                            |
| 26 | Nebraska            | Homestead National Monument of America                          | 9 lutego 2015     | 463 000 000 |                                            |
| 27 | Luizjana            | Kisatchie National Forest                                       | 13 kwietnia 2015  | 776 800 000 |                                            |
| 28 | Karolina Północna   | Blue Ridge Parkway                                              | 8 czerwca 2015    | 830 816 000 |                                            |
| 29 | Delaware            | Bombay Hook National Wildlife Refuge                            | 14 września 2015  | 481 400 000 |                                            |
| 30 | Nowy Jork           | Saratoga National Historical Park                               | 16 listopada 2015 | 438 800 000 |                                            |
| 31 | Illinois            | Shawnee National Forest                                         | 2016              | 307 400 000 |                                            |
| 32 | Kentucky            | Cumberland Gap National Historical Park                         | 2016              | 438 600 000 |                                            |
| 33 | Wirginia Zachodnia  | Harpers Ferry National Historical Park                          | 2016              | 858 630 000 |                                            |
| 34 | Dakota Północna     | Park Narodowy Theodore Roosevelt                                | 2016              | 454 800 000 |                                            |
| 35 | Karolina Południowa | Fort Moultrie - Fort Sumter                                     | 2016              | 296 600 000 |                                            |
| 36 | Iowa                | Effigy Mounds National Monument                                 | 2017              |             |                                            |
| 37 | Dystrykt Kolumbii   | Frederick Douglass National Historic Site                       | 2017              |             |                                            |
| 38 | Missouri            | Ozark National Scenic Riverways                                 | 2017              |             |                                            |
| 39 | New Jersey          | Wyspa Ellis – Statua Wolności                                   | 2017              |             |                                            |
| 40 | Indiana             | George Rogers Clark National Historical Park                    | 2017              |             |                                            |
| 41 | Michigan            | Pictured Rocks National Lakeshore                               | 2018              |             |                                            |
| 42 | Wisconsin           | Apostle Islands National Lakeshore                              | 2018              |             |                                            |
| 43 | Minnesota           | Park Narodowy Voyageurs                                         | 2018              |             |                                            |
| 44 | Georgia             | Cumberland Island National Seashore                             | 2018              |             |                                            |
| 45 | Rhode Island        | Block Island                                                    | 2018              |             |                                            |
| 46 | Massachusetts       | Lowell National Historical Park                                 | 2019              |             |                                            |
| 47 | Mariany Północne    | American Memorial Park                                          | 2019              |             |                                            |
| 48 | Guam                | War in the Pacific National Historical Park                     | 2019              |             |                                            |
| 49 | Teksas              | San Antonio Missions National Historical Park                   | 2019              |             |                                            |
| 50 | Idaho               | Frank Church—River of No Return Wilderness                      | 2019              |             |                                            |
| 51 | Samoa Amerykańskie  | Park Narodowy Samoa Amerykańskiego                              | 2020              |             |                                            |
| 52 | Connecticut         | Weir Farm National Historic Site                                | 2020              |             |                                            |
| 53 | Wyspy Dziewicze     | Salt River Bay National Historical Park and Ecological Preserve | 2020              |             |                                            |
| 54 | Vermont             | Marsh-Billings-Rockefeller National Historical Park             | 2020              |             |                                            |
| 55 | Kansas              | Tallgrass Prairie National Preserve                             | 2020              |             |                                            |
| 56 | Alabama             | Tuskegee Airmen National Historic Site                          | 2021              |             |                                            |

* Sumy nie zawierają dodatkowych emisji po sierpniu 2010.
|  |